# Karad
Karad ist eine Stadt im westindischen Distrikt Satara.
Karad befindet sich im Distrikt Satara auf einer Höhe von 576 m. Der Gebirgszug der Westghats verläuft 20 km westlich der Stadt. Die Distrikthauptstadt Satara liegt 50 km nördlich von Karad.
Karad liegt an der Einmündung der Koyna in die Krishna.
Beim Zensus 2011 hatte Karad 53.879 Einwohner.
Die nationale Fernstraße NH 4 (Satara–Kolhapur) verläuft durch Karad.